# Артем Розгонюк
Артем Розгонюк (рум. Artiom Rozgoniuc, нар. 1 жовтня 1995, Рибниця) — молдовський футболіст, захисник клубу «Шериф».
Виступав, зокрема, за клуби «Шериф» та «Сперанца» (Ніспорени), а також національну збірну Молдови.

## Клубна кар'єра
У дорослому футболі дебютував 2013 року виступами за команду клубу «Шериф», в якій провів три сезони, взявши участь у 21 матчі чемпіонату. 
Своєю грою за цю команду привернув увагу представників тренерського штабу клубу «Сперанца» (Ніспорени), до складу якого приєднався 2016 року.
Згодом у 2017 році грав у складі команд клубів «Шериф» та «Петрокуб».
До складу клубу «Шериф» повернувся на початку 2018 року.

## Виступи за збірні
У 2011 році дебютував у складі юнацької збірної Молдови, взяв участь у 2 іграх на юнацькому рівні.
Протягом 2015–2016 років залучався до складу молодіжної збірної Молдови. На молодіжному рівні зіграв у 16 офіційних матчах.
У 2017 році дебютував в офіційних матчах у складі національної збірної Молдови.

## Титули і досягнення
- Чемпіон Молдови (4):

«Шериф»: 2012-2013, 2013-2014, 2015-2016, 2016-2017
- Володар Кубка Молдови (3):

«Шериф»: 2014-2015, 2016-2017
«Петрокуб»: 2019-2020
- Володар Суперкубка Молдови (3):

«Шериф»: 2013, 2014, 2015